# Vilém Kropp
Vilém Kropp (15. července 1920, Ostrava – 2. února 2012, Hořovice) byl český reportážní fotograf a držitel ocenění World Press Photo z roku 1958.

## Život a dílo
Vystudoval obor strojní zámečník a ve strojním průmyslu také pracoval. Fotografii na školách nikdy nestudoval, učil se jí sám. Po druhé světové válce začal pracovat jako redaktor a fotoreportér novin a časopisů, jako například deník Práce (1945–1984) nebo Svět v obrazech. Jako fotoreportér např. doprovázel v červenci 1958 prezidenta Antonína Novotného na cestě po tehdejším Sovětském svazu. V roce 1958 získal první cenu v kategorii Features v mezinárodní soutěži novinářské fotografie World Press Photo za černobílý snímek Provinilec. Na něm zachytil malého chlapce v mateřské školce s rukama v kapsách, kterého kárá jeho paní učitelka. Kromě toho vyhrával i další soutěže v Čechách i v zahraničí.
Od padesátých do osmdesátých let minulého století sledoval mimo jiné každodenní události na Václavském náměstí. Dokumentoval humorné, nostalgické, poetické příběhy tehdejších obyčejných lidí, pohlcených vlastními starostmi a radostmi. Na snímcích zachycoval májové průvody, pohřeb prezidenta Zápotockého, cestu Antonína Novotného do SSSR nebo průjezd Gagarina, stavbu tramvajového kolejiště,ale také drobné žánrové výjevy: dítě nesoucí obrovskou vánočku, pána s piánem na zastávce, kolizi auta, které lidé tlačí z křižovatky, frontu na knihu Hanzelky a Zikmunda nebo ořezávání větví, tramvaje, lidé ve sněhové vánici, automat Koruna nebo pruhovaný válec pro dopravního strážníka na Můstku.
Tematickou výstavu v roce 2008 v galerijním stanu na Václavském náměstí vidělo přes 160 tisíc lidí a stala se nejnavštěvovanější výstavou uspořádanou galerie Leica v Praze.
| „               | Václavské náměstí je víc, než pouhý souhrn domů, obchodů, chodníků a dopravních koridorů; skutečný obsah mu dávají teprve lidé, kteří zde žijí, pracují, baví se, někdy se přou a jindy milují. Je zajímavé ohlédnout se a sledovat různé podoby nejproslulejšího českého náměstí, měnící se jako masky na tváři historie, tak jak byly zachyceny na nejstarších, dnes již unikátních snímcích. | “ |
| — Galerie Leica | |   |

## Výstavy

### Samostatné výstavy (výběr)
- 1961 V proudu života, Galerie Foma, Praha
- 1961 Vilém Kropp: Fotografie, Kabinet fotografie Jaromíra Funka, Dům pánů z Kunštátu, Brno[8]
- 1998 V proudu života, Galerie Zámeček - Ernestinum, Příbram
- 2004 V zrcadle minulosti, Galerie v kapli sv. Jana Nepomuckého, Praha
- 2007 Václavák, Muzeum Českého krasu, Beroun
- 2008 Na Václaváku o Václaváku, aneb Jaké bylo a jaké by mohlo být Václavské náměstí. Stan na Václavském náměstí, poř. Leica Gallery Prague, Praha
- 2020 Vilém Kropp: 100 let – Retrospektiva, Muzeum Českého krasu, Beroun

### Kolektivní výstavy (výběr)
- 1959 Naši fotografové v SSSR, Dům umění města Brna, Brno
- 1964 Mezinárodní novinářská fotografie, Kabinet fotografie Jaromíra Funka, Dům pánů z Kunštátu, Brno
- 2005 Česká fotografie 20. století / Czech photography of the 20th century, Praha

## Ocenění
- 1958 World Press Photo, 1. cena v mezinárodní soutěži novinářské fotografie v kategorii Features, Haag

## Publikace
- KROPP, Vilém. Cesta přátelství. Praha: SPN, 1960.
- KROPP, Vilém. V proudu života. Praha: Nakladatelství Práce, 1961.
- KROPP, Vilém a Kalcovský, Antonín. Československá spartakiáda. Praha: Nakladatelství Práce, 1985.
- KROPP, Vilém. Berounské proměny ve fotografii. Beroun: Nakladatelství Knihkupectví U radnice, 2003. ISBN 978-80-86797-01-4
- KROPP, Vilém. Fotografie v zrcadle minulosti. Beroun: Nakladatelství Knihkupectví U radnice, 2004. ISBN 978-80-86797-03-8
- KROPP, Vilém. Václavák : 50.–80. léta minulého století. Beroun: Nakladatelství Knihkupectví U radnice, 2004. ISBN 978-80-86797-12-0